# 马拉松 (纽约州)
马拉松（英語：Marathon）是位于美国纽约州科特兰县的一个镇，地处科特兰县南端、科特兰市东南。2010年美国人口普查时，该镇有1967人。
该镇于1818年从辛辛纳图斯镇分出，最初名为哈里森镇（Harrison）。1828年改名为“马拉松”，名称来源于古希腊与波斯之间著名的马拉松战役。